# Holoparamecus floridanus
Holoparamecus floridanus là một loài bọ cánh cứng trong họ Endomychidae. Loài này được Fall miêu tả khoa học năm 1899.